# Santa Clara (Utah)
Pour les articles homonymes, voir Santa Clara.
La ville de Santa Clara est située dans le comté de Washington, dans l’État de l’Utah, aux États-Unis. Sa population s’élevait à 6 003 habitants lors du recensement de 2010, estimée à 7 418 habitants en 2017.

## Démographie
| Groupe            | Santa Clara | Utah | États-Unis |
| ----------------- | ----------- | ---- | ---------- |
| Blancs            | 94,4        | 86,1 | 72,4       |
| Autres            | 1,8         | 2,7  | 2,9        |
| Métis             | 1,7         | 6,0  | 6,4        |
| Océaniens         | 0,7         | 0,9  | 0,2        |
| Amérindiens       | 0,7         | 1,2  | 0,9        |
| Asiatiques        | 0,4         | 2,0  | 4,8        |
| Afro-Américains   | 0,4         | 1,1  | 12,6       |
| Total             | 100         | 100  | 100        |
|                   |             |      |            |
| Latino-Américains | 4,9         | 13,0 | 16,7       |

Selon l'American Community Survey pour la période 2010-2014, 92,65 % de la population âgée de plus de 5 ans déclare parler l'anglais à la maison, 2,92 % déclare parler l'espagnol, 1,73 % le lao, 0,56 % le portugais et 2,13 % une autre langue.

## Source
- (en) Cet article est partiellement ou en totalité issu de l’article de Wikipédia en anglais intitulé « Santa Clara, Utah » (voir la liste des auteurs).

1. ↑  (en) « Santa Clara, UT Population - Census 2010 and 2000 », sur censusviewer.com.
2. ↑  (en) « Population of Utah - Census 2010 and 2000 », sur censusviewer.com (consulté le 23 mars 2016).
3. ↑  (en) « Language spoken at home by ability to speak english for the population 5 years and over. Universe: Population 5 years and over. 2010-2014 American Community Survey 5-Year Estimates », sur factfinder.census.gov.